# HD 8673
HD 8673，又名BD+33 228，SAO 54695、HR 410，是一颗恒星，视星等为6.31，位于銀經131，銀緯-27.75，其B1900.0坐标为赤經1h 20m 27.1s，赤緯+34° -27.75′ 42″。